# 류성희 (1968년)
류성희는 대한민국의 영화 미술 감독이다. 2016년 영화 《아가씨》로 한국인 최초로 칸 영화제 벌칸상을 수상했다.
홍익대학교에서 도예를 전공하여 대학원을 나오고 전시회를 열고 나서야 그 길이 자신에게 맞지 않는다는 확신을 굳히고 영화 미술에 대한 전문적인 교육을 받을 수 있겠다는 생각에 1995년 미국 영화 연구소(American Film Institute, AFI)에 진학했다. 류승완 감독의 《피도 눈물도 없이》 제작에 참여하면서 국내에서 처음으로 미술감독이라는 말 대신 프로덕션 디자이너라는 말을 사용했다.
2018년 아카데미 신입 회원으로 초청되었다.

## 학력
- 홍익대학교 도예학과 졸업
- 홍익대학교 미술대학원 산업공예학 졸업
- 미국 영화 연구소 프로덕션디자인학 석사 졸업

## 작품 활동
- 2001년 《꽃섬》
- 2002년 《피도 눈물도 없이》
- 2003년 《살인의 추억》
- 2003년 《올드 보이》
- 2004년 《쓰리, 몬스터》
- 2005년 《달콤한 인생》
- 2006년 《싸이보그지만 괜찮아》
- 2006년 《괴물》
- 2007년 《헨젤과 그레텔》
- 2009년 《박쥐》
- 2009년 《마더》
- 2010년 《만추》
- 2011년 《고지전》
- 2013년 《변호인》
- 2014년 《국제시장》
- 2015년 《암살》
- 2016년 《아가씨》

## 수상 내역
- 2011년 제 20회 부일영화상: 미술상(고지전)
- 2011년 제 32회 청룡영화상:미술상(고지전)
- 2011년 제 12회 부산영화평론가협회상:기술상(미술부문)(고지전)
- 2015년 제 35회 한국영화평론가협회상 (영평상):기술상(미술상)(암살)
- 2015년 제 36회 청룡영화상:미술상(국제시장)
- 2016년 제 69회 칸국제영화제:VULCAIN상 (Artist Technician상)(아가씨)
- 2016년 제 37회 청룡영화상:미술상(아가씨)
- 2016년 제 42회 LA비평가협회상:미술상(아가씨)
- 2016년 제 25회 부일영화상:미술상(아가씨)
- 2023년 제 59회 백상예술대상 TV부문 예술상 (작은 아씨들)
- 2023년 제 14회 홍진기 창조인상
- 2024년 제 29회 부산국제영화제 까멜리아상